# Austroclimaciella quadrituberculata
Austroclimaciella quadrituberculata is een insect uit de familie van de Mantispidae, die tot de orde netvleugeligen (Neuroptera) behoort. 
Austroclimaciella quadrituberculata is voor het eerst wetenschappelijk beschreven door Westwood in 1852.